# Копальня Кабернарді
Копальня Кабернарді (Cabernardi) — колишній гірничодобувний майданчик у італійському регіоні Марке, за пів сотні кілометрів на захід від Анкони.
У 1856—1870 роках в Кабернарді велись пошуки корисних копалин, які в підсумку призвели до виявлення промислових концентрацій сірки. У 1877-му заклали першу шахту, а на 1886 рік припало офіційне відкриття копальні. 1887-го почали будівництво шахти «Босчетті» (Boschetti), яка в підсумку досягнула глибини у 450 (зі ншими даними — 460) метрів, а у 1904-му узялись за спорудження шахти «Донегані» з такою саме глибиною. Подальший розвиток підземного простору рудника включав проходку двох «сліпих» стовбурів — «Меззена» (Mezzena), який пройшов з 13-го по 19-й рівень, та «Раффо», що сполучав рівні з 16-го по 27-й. Є відомості, що найбільша глибина рудника досягнула 800 метрів, а сукупна довжина його штолень становила близько двадцяти кілометрів.
Видобута руда з 1888-го проходила переробку на заводі з виплавки сірки, розташованому за кілька кілометрів у Беллізіо-Сольфаре (Bellisio Solfare), при цьому з 1904-го доставку руди здійснювали за допомогою канатної дроги протяжністю 5 кілометрів. Зручну зовнішню логістику рудника забезпечили за допомогою прокладеної у 1895-му залізничної гілки Фабріано — Сассоферрато — Беллізіо-Сольфаре — Пергола. Серед інших технологічних аспектів варто вказати, що з 1904 року рудник, а з 1906-го плавильний завод почали використання електричної енергії.

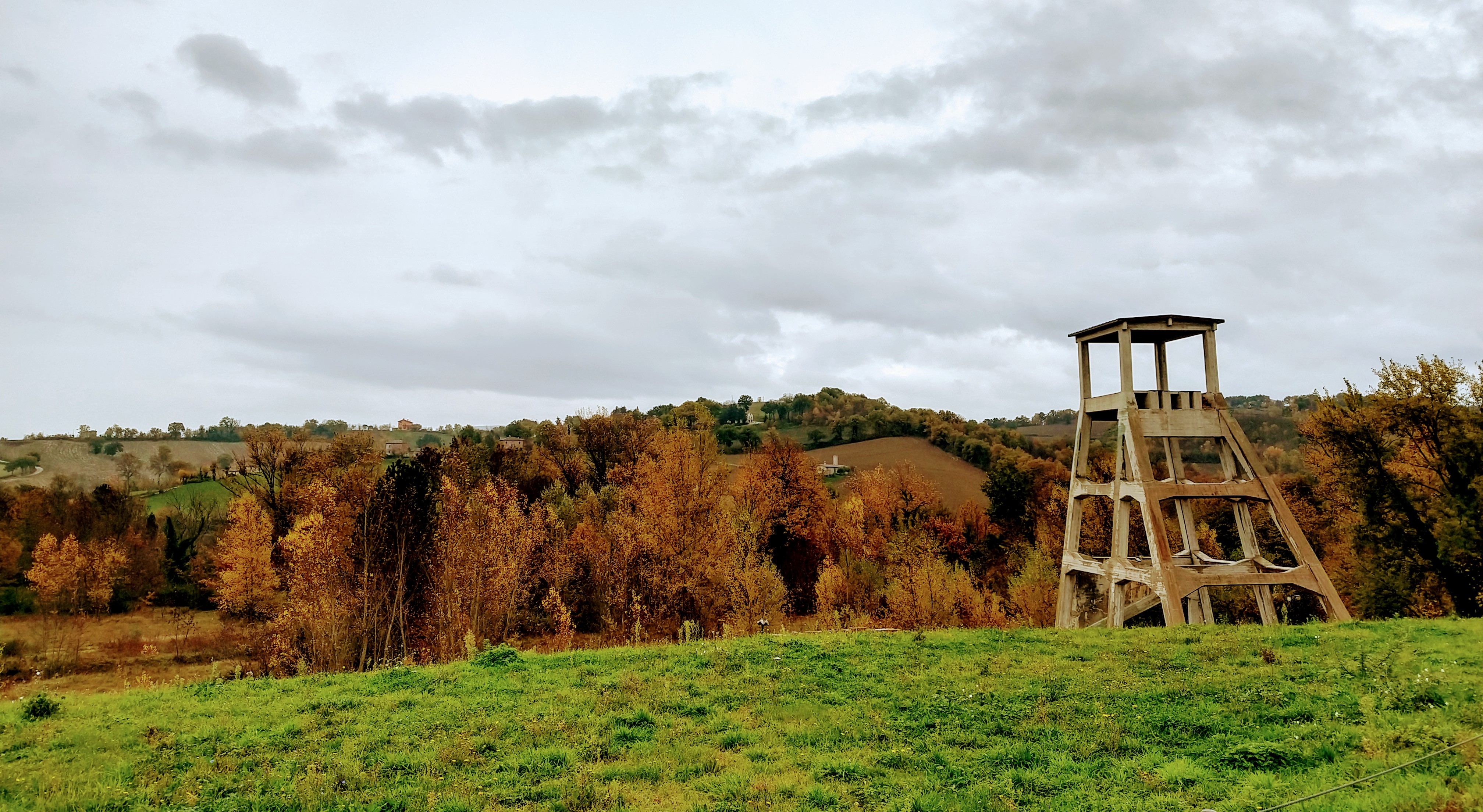
Копер шахти Донегані

Первісно роботи вела група німецьких підприємців Buhl-Deinhard, а введення плавильного заводу в експлуатацію здійснила створена у німецькому Кобленці компанія Azienda Solfifera Italia. У 1899—1900 роках шахту й завод викупила італійська Società Miniere Solfare Trezza e Albani. У 1902-му їх перереєстрували на Società Anonima Sulfuree Trezza-Romagna, а з 1904-го на Società Anonima Sulfuree Trezza- Albani-Romagna. У 1917-му власником стала компанія Montecatini, яка стартувала за три десятки років до того як гірничодобувна, а у 1910-х почала перетворюватись на гіганта італійської хімічної промисловості.
За час існування рудник не оминули численні інциденти, під час яких за сім десятків років у шахтах загинуло близько 130 гірників. У 1931 та 1933 роках на руднику стались дві великі пожежі, а у 1944-му під час Другої світової війни німецькі війська частково зруйнували споруди копальні. Того ж 1944-го авіація союзників провела невдале бомбардування Беллізіо-Сольфаре, під час якого плавильний завод та залізнична станція не постраждали, проте загинуло понад три десятки мешканців містечка.

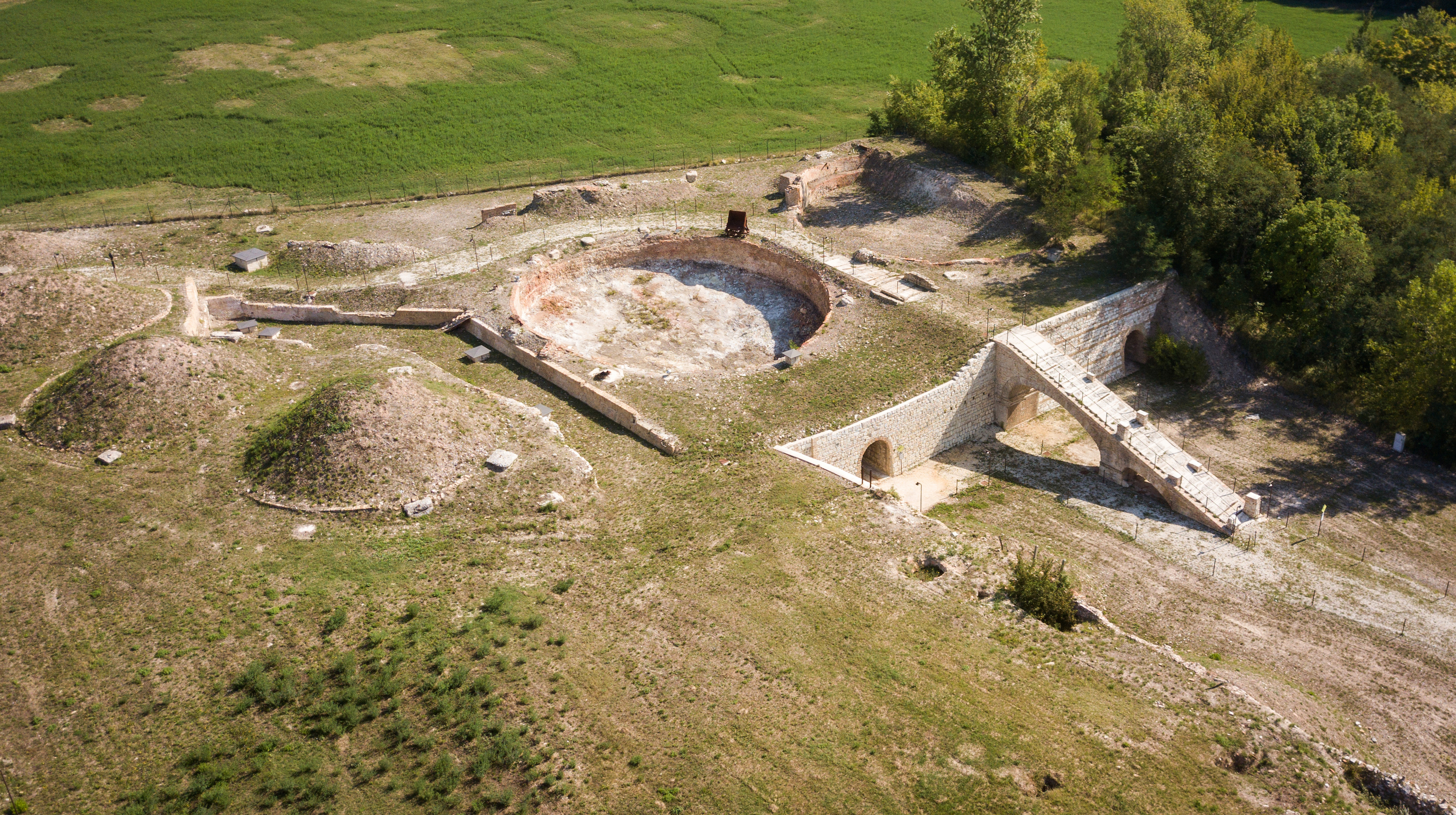
Елемент копальні

Щодо обсягів виробництва можливо відзначити, що в 1906-му виробили 2500 тонн сірки. Також відомо, що найбільшим річним показником вилучення руди за всю історію копальні стало 60 тисяч тонн, а коли після війни ввели в дію половину потужностей плавильного заводу — це означало можливість виробляти близько 1000 тонн сірки на місяць. Максимальна чисельність робітників — 2890 осіб — зафіксована у 1938 році.
З плином часу запаси родовища виснажувались і в 1959-му видобувні роботи припинили (офіційне закриття копальні припало на 1963 рік).
Наразі на місці копальні Кабернарді створено мінералогічний музей.